# Brachiaria marlothii
Brachiaria marlothii là một loài thực vật có hoa trong họ Hòa thảo. Loài này được (Hack.) Stent mô tả khoa học đầu tiên năm 1924.